# Bill Forrester
Bill Forrester (n. 18 decembrie 1957, Darby⁠(d), Pennsylvania, SUA) este un înotător ce a reprezentat Statele Unite ale Americii, medaliat olimpic. A participat la o ediție a Jocurilor Olimpice (1976) în care a câștigat două medalii de bronz.